# Эвдиалит
Эвдиалит (англ. Eudialite, от др.-греч. εὑ- — хорошо и διαλυτός — растворимый), устар. син.: альмандиновый шпат:20 — минерал, кольцевой силикат натрия, кальция, циркония. Химическая формула Na15Ca6Fe3Zr3Si(Si25O73)(O,OH,H2O)3(Cl,OH)2.Член группы эвдиалита Архивная копия от 5 ноября 2020 на Wayback Machine. Впервые описан в 1818 году Фридрихом Штромейером. Часто название "эвдиалит" применяется ко всем минералам группы эвдиалита. На Кольском полуострове эвдиалит (в широком смысле) имеет второе название — «саамская кровь».

## Свойства
Просвечивает в краях или полупрозрачен в тонких сколах. Хорошо растворим в кислотах. Иногда слабо радиоактивен (за счёт специфических примесей, характерных для конкретного месторождения). Хрупкий.
Старое, ныне тривиальное название эвдиалита — альмандиновый шпат — было дано минералу за его видимое морфологическое свойство. Этот минерал, полупрозрачный в тонких сколах, своим красноватым оттенком отдалённо напоминает одну из самых узнаваемых по цвету разновидностей гранатов — бордовые альмандины.:20

## Месторождения

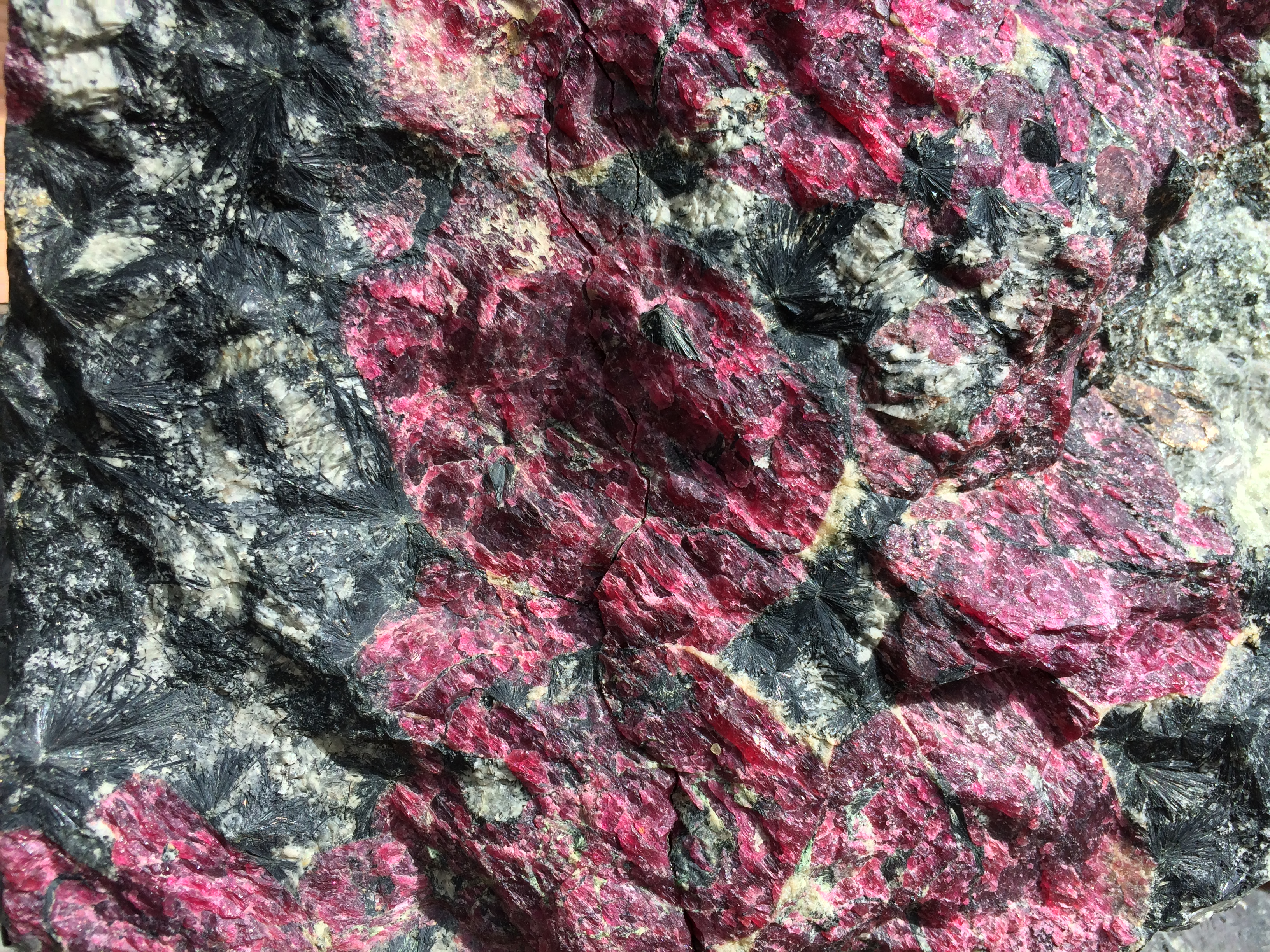
Эвдиалит, Хибины

Эвдиалит может иметь магматическое, гидротермально-метасоматическое и в редких случаях метаморфическое происхождение. Встречается в нефелиновых сиенитах, фоидолитах, в их пегматитах, редко - в щелочных гранитах. В эвдиалитовых луявритах Ловозерского массива (Kольский п-ов) является породообразующим минералом.
На данный момент обнаружены месторождения эвдиалита на территории Канады, Гренландии (Илимауссакский массив), Норвегии, России (Кольский полуостров), США (Арканзас).
На Кольском полуострове сосредоточены крупнейшие мировые запасы этого минерала и добываются лучшие по своим декоративным и коллекционным качествам образцы. На Ловозерском эвдиалитовом месторождении (Мурманская область) запасы циркония, ниобия и редкоземельных элементов в эвдиалите стоят на балансе Государственной комиссии по запасам полезных ископаемых.

## Использование
Ограниченно используется как второстепенный компонент в составе комплексных циркониевых руд, иногда в качестве руды редкоземельных элементов. Используется в ювелирном деле как поделочный камень для изготовления кабошонов, мелких поделок и «магических» шаров. Применение ограничено тем, что минерал встречается сравнительно редко и, как правило, не образует больших скоплений.